# Children of the Living Dead
Children of the Living Dead ist ein US-amerikanischer Direct-to-Video-Horrorfilm des Regisseurs Tor Ramsey aus dem Jahr 2001.

## Handlung
Die Handlung spielt in der amerikanischen Provinz. Serienmörder und Vergewaltiger Abbott Hayes, ein Mann mit schwierigster Kindheit, ist seit seinem mysteriösen Verschwinden aus der Leichenhalle für den fortschreitenden Befall eines Landstrichs durch Zombies verantwortlich, die aus einem benachbarten Friedhof auferstehen. Ein Großaufgebot bewaffneter Einheiten verhindert eine Katastrophe ungeahnten Ausmaßes, indem sie sich erfolgreich den Heerscharen der wandelnden Untoten entgegenstellen. Einer dieser mutigen Kämpfer ist Ex-Polizist Hughs, der im Alleingang ein größeres Areal „säubert“ und im Anschluss gemeinsam mit seinem Ex-Kollegen Sheriff Randolph die benachbarte Hayes-Farm aufsucht, um sicherzugehen, dass sich hier nicht eine Gruppe vermisster Schulkinder aufhält. Wider Erwarten finden sie jedoch die gesuchten Kinder eingesperrt vor, allem Anschein nach unverletzt. Die Zombies haben aus unerklärlichen Gründen kein Interesse an ihnen. Bei der Befreiungsaktion wird Hughs abermals von Monstern attackiert und letztlich vom mumifizierten Abbott Hayes infiziert, während der anwesende Sheriff ihm einen Gnadenschuss gewährt und mit den Kindern vom Anwesen flüchtet.
Fünfzehn Jahre später erwirbt der Unternehmer Joseph Michaels das alte Farmhaus nebst Anwesen, um dort eine weitere Zweigstelle seines Autohauses zu errichten. Er entsendet seinen unerfahrenen Sohn Matthew in die Provinz, um mit dem skrupellosen Gregg vor Ort die Baukolonne zu überwachen. Ausgerechnet dort befindet sich allerdings ein von den Einheimischen gemiedener Friedhof, von dem schon diverse Leichen verschwunden sind. Dieser soll ungeachtet aller Warnungen beseitigt werden. Normalerweise sollen die Särge umgesiedelt werden, doch aufgrund des enormen Kostendrucks akzeptiert der involvierte Sheriff Randolph eine heimliche Massenbestattung in einer Grube auf dem Gelände. Durch die Bauarbeiten fühlt sich der Schlächter Abbott Hayes in seiner Ruhe gestört. Gemeinsam mit seiner Untotenschar und vier der inzwischen erwachsenen, damals verschonten Kinder, fällt er über die Menschen her.
Laurie, die einzige verbliebene Überlebende von einst, klärt Matthew schließlich über die sonderbaren Umtriebe auf. Gemeinsam mit dem Sheriff und den anwesenden Bauarbeitern stellen sie sich den lebenden Toten. Es kommt zu einem wahren Blutbad, fast alle Zombies können aufgehalten werden. Während die siegreichen Schützen zur nächtlichen Stunde ihren Triumph genießen, schreitet der nahezu unbesiegbare Hayes in der letzten Szene des Films unbeschadet vom Schauplatz des Massakers.

## Hintergrund
Children of the Living Dead versuchte durch die Beteiligung von Make-up-Künstler Tom Savini (der allerdings lediglich fünf Minuten zu sehen ist) und John A. Russo, Die Nacht der lebenden Toten-Koautor sowie Produzent von Verdammt, die Zombies kommen, an die Erfolgswelle der Living-Dead-Reihe anzuknüpfen und sich als legitime Fortsetzung zu verkaufen. Das „Children“ bezieht sich in diesem Fall nicht auf das Alter der Untoten, sondern auf die zweite Generation.
Der Film entstand im Sommer 2000 in Pittsburgh mit einem Budget von lediglich 500.000 US-Dollar. In den Vereinigten Staaten wurde er am 11. Juni 2001 als Videopremiere veröffentlicht. Die deutscher Erstveröffentlichung erschien am 14. Februar 2002 über MIB mit dem Untertitel Zombie 2001 als „Special – Uncut Version“ mit 86 Minuten Laufzeit. Tatsächlich fehlt allerdings eine Nach-Abspann-Szene, die erst in einer Neuveröffentlichung 2017 eingefügt wurde.
Sogar Produzent John Russo bezeichnete den Film in der Rückschau als „grauenhaft“ und nannte ihn „The Living Abomination of Children“ (in etwa: „Lebende Monstrosität an Kindern“). Joe Wolf überzeugte John Russo an dem Projekt zu partizipieren, der allerdings nicht wusste, das Karen L. Wolf, die Drehbuchautorin, Wolfes Tochter war und das Drehbuch aus seiner Sicht Schrott. Zu diesem Zeitpunkt hatte er allerdings schon Savini, Bill Hinzman (als Kameramann),  Jeff Gergely und Vince Guastini angeworben und versuchte den Film zu retten. Auch Regisseur Tor Ramsey entschuldigte sich später für den Film und bezeichnete den kompletten Dreh als Desaster.
Vor allem Karen L. Wolf soll an dem desaströsen Ergebnis ihren Anteil haben. da sie keine Kritik an ihrem Drehbuch zuließ und das Budget bewusst klein hielt. Allerdings sprach Ramsey auch dem Produzenten eine Schuld zu, da dieser auf wichtige Setstandards wie Regieassistenz und Art Department verzichtet sowie das Budget absichtlich klein hielt.

## Kritiken
Der Film wurde allgemein als schlecht bewertet. Ein großes Problem ist, das alle Dialoge nachsynchronisiert wurden und die Dialoge den Mundbewegungen nicht angepasst wurden. Die deutsche Synchronisation tat ihr Übriges. So schrieb die Filmzeitschrift Cinema: „Gruselig sind vor allem die Synchro und die Einfallslosigkeit der Macher.“ und bezeichnete den Film als „Videothekenschrott“. Die Seite kino.de bezeichnete den Film als „vermurkst“. Haikos Filmlexikon schrieb:

„So ist zum Beispiel beim besten Willen nicht erkennbar, was Horrorgott Tom Savini veranlasst haben sollte, in so einem Film mitzuspielen. Hier bringt er Zombies am laufenden Band um und seine Szenen gehören zu den peinlichsten des ganzen Streifens. Alleine schon seine billige Synchronstimme macht viel kaputt. Dazu hat man billige Schauspieler genommen und eine Musik, die den Rest an Spannung zerstört. Eine Sache aber macht den Film dann doch wieder sehenswert: Die sehr gelungenen Make-up-Effekte.“